# Пакостов
Пакостов (словац. Pakostov) — село и одноимённая община в районе Гуменне Прешовского края Словакии. В письменных источниках начинает упоминаться с 1567 года.

## География
Село расположено в юго-восточной части края, в южной части Низких Бескид, при автодороге 554. Абсолютная высота — 189 метров над уровнем моря. Площадь муниципалитета составляет 14,38 км².

## Население
| Год:                | 1994 | 2004    | 2014    | 2024    |
| ------------------- | ---- | ------- | ------- | ------- |
| Количество человек: | 503  | 495     | 463     | 434     |
| Разница:            |      | −1,59 % | −6,46 % | −6,26 % |

По данным последней официальной переписи 2011 года, численность населения Пакостова составляла 473 человека.